# Miramont de Comenge
Miramont de Comenge (francès Miramont-de-Comminges) és un municipi francès, situat a la regió d'Occitània, departament de l'Alta Garona.